# Тарсьма
Тарсьма — река в Новосибирской и Кемеровской областях России.
Длина — 93 км, площадь водосборного бассейна — 1820 км².
Протекает в восточном и северо-восточном направлениях по территории Тогучинского и Промышленновского районов. Впадает слева в реку Иню в 334 км от её устья, напротив деревни Усть-Тарсьма.
Ширина реки в верхнем течении — 12—23 м, глубина — 0,4—2,0 м, скорость течения — 0,4 м/с. По данным наблюдений с 1965 по 2000 год среднегодовой расход воды в 6 км от устья составляет 3,8 м³/с при среднем минимальном значении 1,46 м³/с и среднем максимальном 9,39 м³/с. Максимальный расход 56,3 м³/с зафиксирован в апреле 1997 года.
Основной приток — река Исток. На берегах реки расположены населённые пункты: д. Старогутово, с. Коурак, д. Конево, с. Юрты, с. Степногутово, п. Голубево, с. Тарасово, д. Шипицино, д. Пьяново и с. Окунево (от истока к устью).

## Данные водного реестра
По данным государственного водного реестра России и геоинформационной системы водохозяйственного районирования территории РФ, подготовленным Федеральным агентством водных ресурсов:
- Бассейновый округ — Верхнеобский
- Речной бассейн — (Верхняя) Обь до впадения Иртыша
- Речной подбассейн — Обь до впадения Чулыма (без Томи)
- Водохозяйственный участок — Иня

## Бассейн
- 7 км: Окуневка
- 32 км: Исток
- 48 км: Колтырак
  - 10 км: Шабаниха
- 70 км: Коурак
- 82 км: Фролиха (Волотомиха)